# Elkins (Arkansas)
Elkins – miasto w Stanach Zjednoczonych, w stanie Arkansas, w hrabstwie Washington.